# Cumasa
Cumasa (em grego: Κουμασα; romaniz.: Koumasa) é um sítio arqueológico situado na unidade regional de Heraclião, mais exatamente no sopé da serra de Asterúsia, a sul da planície de Messara, entre as localidade de Loukia e Cumasa. No local existiu um cemitério minoico do período pré-palaciano (c. 3 100—1 900 a.C.). O sítio foi escavado entre 1904 e 1906 por Stephanos Xanthoudides, tendo sido estudados quatro túmulos: dois de tolos e um quadrangular. Em 1991 e 1992 houve mais uma campanha de escavações, lideradas por Alexandra Karetsou e Athanasia Kanta. Desde 2012 que os trabalhos arqueológicos são dirigidos por Diamantis Panagiotopoulos, da Universidade de Heidelberg.
O sítio arqueológico situa-se na no centro-sul de Creta, no sopé de um contraforte da serra de Asterúsia, 20 km a sudeste de Míres, 28 km a sudeste do palácio minoico de Festo e 56 km a sul-sudoeste de Heraclião.

## Descrição e investigações
Os tolos têm cerca de dez metros de diâmetro e dois metros de altura. Os tolos minoicos eram provavelmente túmulos das elites e frequentemente eram ricamente guarnecidos de objetos valiosos. Apesar do sítio ser conhecido principalmente pelos sepulcros, que foram o objeto fundamental dos estudos de Xanthoudides, ele estende-se para leste. É ali que os arqueólogos supõem que se localizasse a cidade e o assentamento de Cumasa da Idade do Bronze, nas encostas íngremes e no cimo de um outeiro.
Depois das escavações de Xanthoudides no início do século XX, o sítio foi pilhado e declinou até 1991, quando Alexandra Karetsou e Athanasia Kanta dirigiram a sua atenção para o sítio que consideravam muito prometedor. As escavações prosseguiram até 1992, mas foram abandonadas depois disso. Desde 2012 que os trabalhos arqueológicos foram retomados por um programa plurianual e interdisciplinar da Universidade de Heidelberg dirigido por Diamantis Panagiotopoulos. O objetivo deste programa é investigar o sítio e as suas vizinhanças mais próximas usando métodos arqueológicos e científicos. No âmbito do programa, especialistas do Instituto Geológico de Heidelberg, supervisionados por Olaf Bubenzer, examinam a área de Cumasa com laser. Há também uma equipa da Universidade de Tel Aviv de especialistas em micromorfologia, supervisionada por Yuval Goren.
Os principais achados arqueológicos foram vasos de cerâmica e de pedra, sinetes, estatuetas, utensílios e três adagas de prata.

## Tolo B

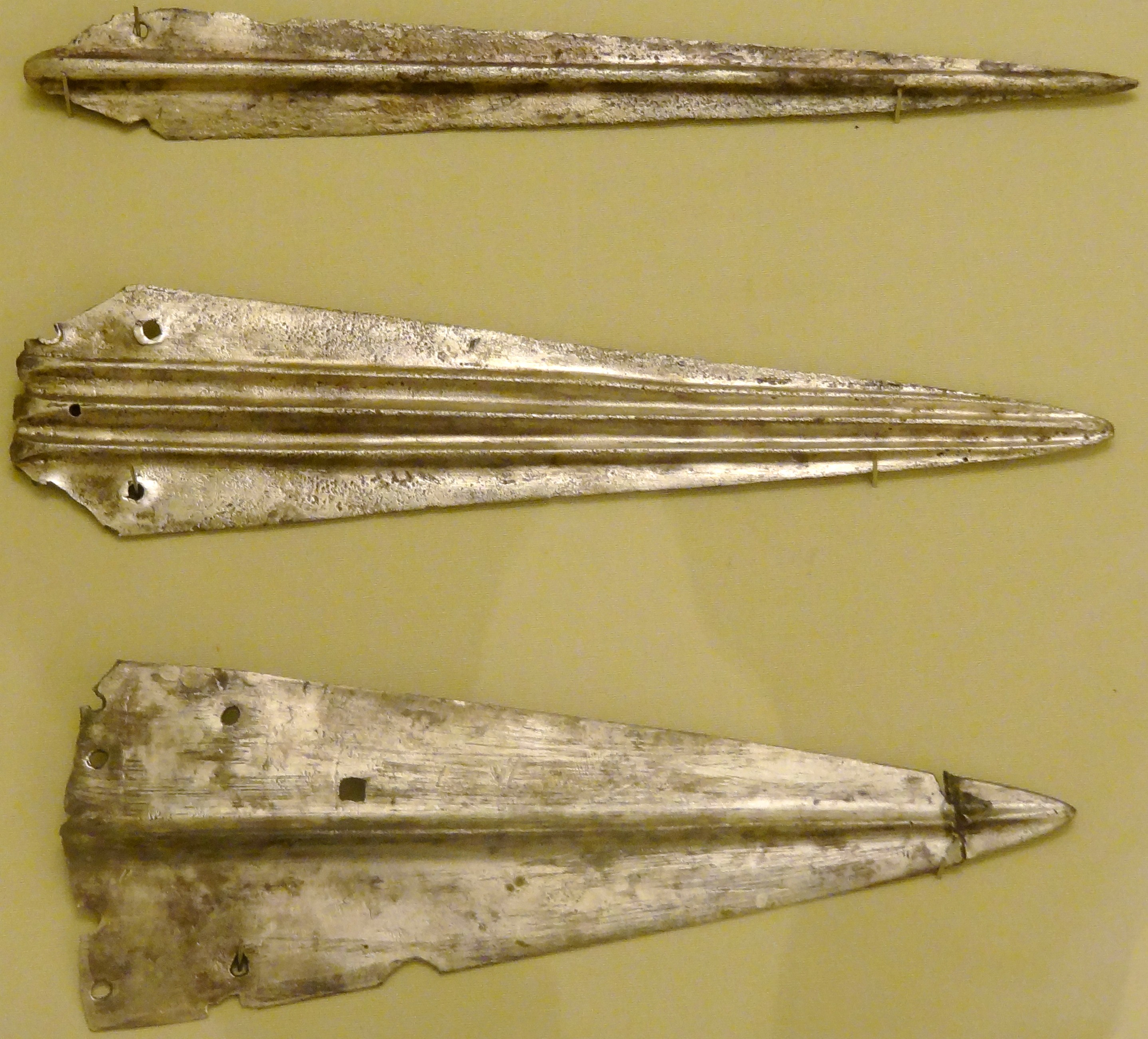
Adagas

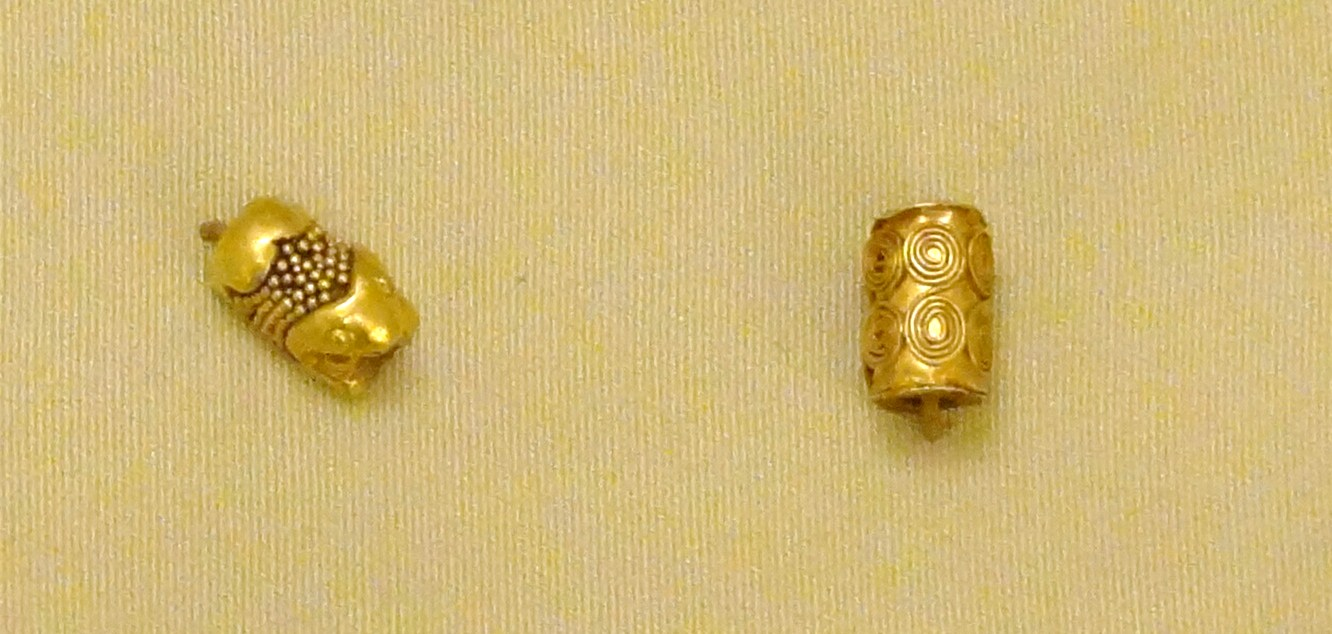
Peças de joalheria em ouro

Devido ao facto da rocha matriz se encontrar a apenas alguns centímetros abaixo da superfície, para a construção do tolo bastou escavar até à rocha e depois erigir a parede circular. Esta foi construída com pedras, sem qualquer reboco, que foram unidas com barro. Cada camada de pedras projeta-se para o interior sobre a camada inferior, formando mísulas e dando à construção a forma de colmeia. A entrada situa-se no lado oriental, como acontece com todos os túmulos tolo de Messara. A entrada foi construída com grandes pedras verticais que suportam um enorme lintel e cujo conjunto é designado trílito (trilithon; "três pedras"). Originalmente o túmulo teria sido selado por estas pedras e duas placas, as quais foram removidas por aldeões no passado.
O Tolo B tem 9,52 metros de diâmetro interno e a espessura da parede tem entre 1,6 e 2 metro, o que resulta num diâmetro exterior de cerca de 13,5 m, maior do que a média dos túmulos tolos congéneres. A parede está preservada em toda a circunferência até alturas que vão de 1,6 m no lado leste até apenas alguns centímetros nos lados oeste e sudoeste. Como é usual neste tipo de tolo, a entrada para era dividida em duas por uma grande rocha enterrada fundo no solo A abertura em cada um dos lados desta rocha é de cerca de um metro.
No exterior da secção norte cinco placas projetam-se a curta distância desde a superfície da parede a uma altura de aproximadamente um metro do chão. Desconhece-se a que se destinariam exatamente estas placas. Xanthoudides sugeriu que deveria ter existido um fosso revestido de pedra imediatamente em frente da entrada.
A leste do túmulo, do outro lado de uma parede parcialmente preservada, havia um pátio pavimentado, que formava um círculo irregular com aproximadamente 6,5 m de diâmetro e que se estendia em frente do Tolo E. Xanthoudides relatou que tinha encontrado vestígios de fogo no chão e que viu as marcas de uma grande lareira no meio do chão, debaixo de um buraco no meio do telhado, que ele sugere que existia para deixar o fumo sair do túmulo. Se isso corresponder à realidade, então o túmulo não era completamente abobadado, tendo em vez disso um teto que podia ser removido e reposto. Ossos enegrecidos também apontam para terem sido acendidos fogos no túmulo.
O elevado número de ossos descobertos durante a escavação sugere que centenas de pessoas tenham sido enterradas no túmulo ao longo de um grande período de tempo. Infelizmente os ossos tinham sido movidos dentro do túmulo, quer para criar espaço para novos enterramentos quer durante pilhagens, pelo que não foi possível determinar como os corpos eram colocados no túmulo na altura do enterro.

### Achados
Xanthoudides notou que a maior parte dos objetos mais valiosos tinham sido retirados do túmulo há muito tempo. Entre os vasos de cerâmica encontrados, há três píxides cilíndricos, vários jarros, lâmpadas e vasos antropomorfos e zoomorfos. Os vasos de pedra eram mais numerosos e mais importantes do que os achados em cerâmica. Foram encontrados sete objetos pequenos de pedra semelhantes a pequenas mesas. Embora estes se pareçam com paletas para misturar cores encontradas em túmulos nas Cíclades, Xanthoudides tinha algumas dúvidas que fossem realmente paletas porque, ao contrário de outros exemplos, neles não foram encontrados vestígios de cores. Uma explicação alternativa é que eles fossem mesas para oferendas sagradas.
Foram encontrados cerca de 80 vasos de pedra no túmulo, um número só ultrapassado em Plátanos, onde foram encontrados cerca de 200 vasos, dentro e fora do Tolo A. Os vasos incluem vários cernos (peças retangulares de pedra com dois ou quatro "vasos" esculpidos) e vasos em forma de ninho de pássaro e taças. É quase certo que estes datam do Minoano Médio I (2000–1800 a.C.). Foram também recuperadas grandes quantidades de lâminas de obsidiana.
No Tolo B foram também encontradas várias estatuetas, as quais podem ser classificadas em dois grupos: as que se assemelham a estatuetas cicládicas e estatuetas cretenses. Duas das seis estatuetas cicládicas encontradas em Cumasa são provenientes do Tolo B. Todas representam mulheres nuas. Parece provável que três destas figuras esculpidas em mármore das ilhas foram importadas das Cíclades. As outras três, esculpidas em calcário áspero, podem também ter vindo das ilhas ou podem ter sido feitas em Creta. Xanthoudides sugeriu que elas representam a deusa mãe. Três das estatuetas foram deliberadamente partidas antes de terem sido colocadas no túmulo e provavelmente foram usadas como figuras sagradas de culto ou amuletos antes do enterro. A maior parte das seis estatuetas cretenses apresentam mulheres envergando vestidos até aos pés e com as mãos a cobrirem os seios. Estes achados datam provavelmente do Minoano Antigo IIA (c.  2700–2400 a.C.).
Foram descobertas mais de 20 adagas de cobre, de dois tipos. As mais pequenas, de forma triangular, são similares a outras encontradas noutros locais da Grécia continental e insular, bem como da Europa da Idade do Bronze. O segundo tipo são adagas mais longas. Xanthoudides especulou que o elevado número de adagas encontradas em vários túmulos da planície de Messara significa que os homens usavam as suas adagas tanto em vida como durante depois de morrerem. Foram ainda encontrados outros pequenos objetos de metal, incluindo cortadores, ganchos de cabelo, alfinetes e sovelas. Apesar das grandes pilhagens de tempos passados, foram recuperados alguns objetos de ouro, nomeadamente um brinco com a forma de um sapo de cócoras, três contas de ouro de colares e faixas de folhas de ouro. Estas datam provavelmente de um período mais tardio, podendo inclusivamente ser depósitos do Minoano Médio I (2000–1800 a.C.)
Foram desenterrados cerca de 20 sinetes de marfim ou pedra. O mais interessante deles é uma representação em marfim de um pombo protegendo as suas duas crias com as asas. Foram ainda encontrados vários brincos e colares, feitos de diversos materiais, principalmente pedra-sabão.

## Tolo A, E e G

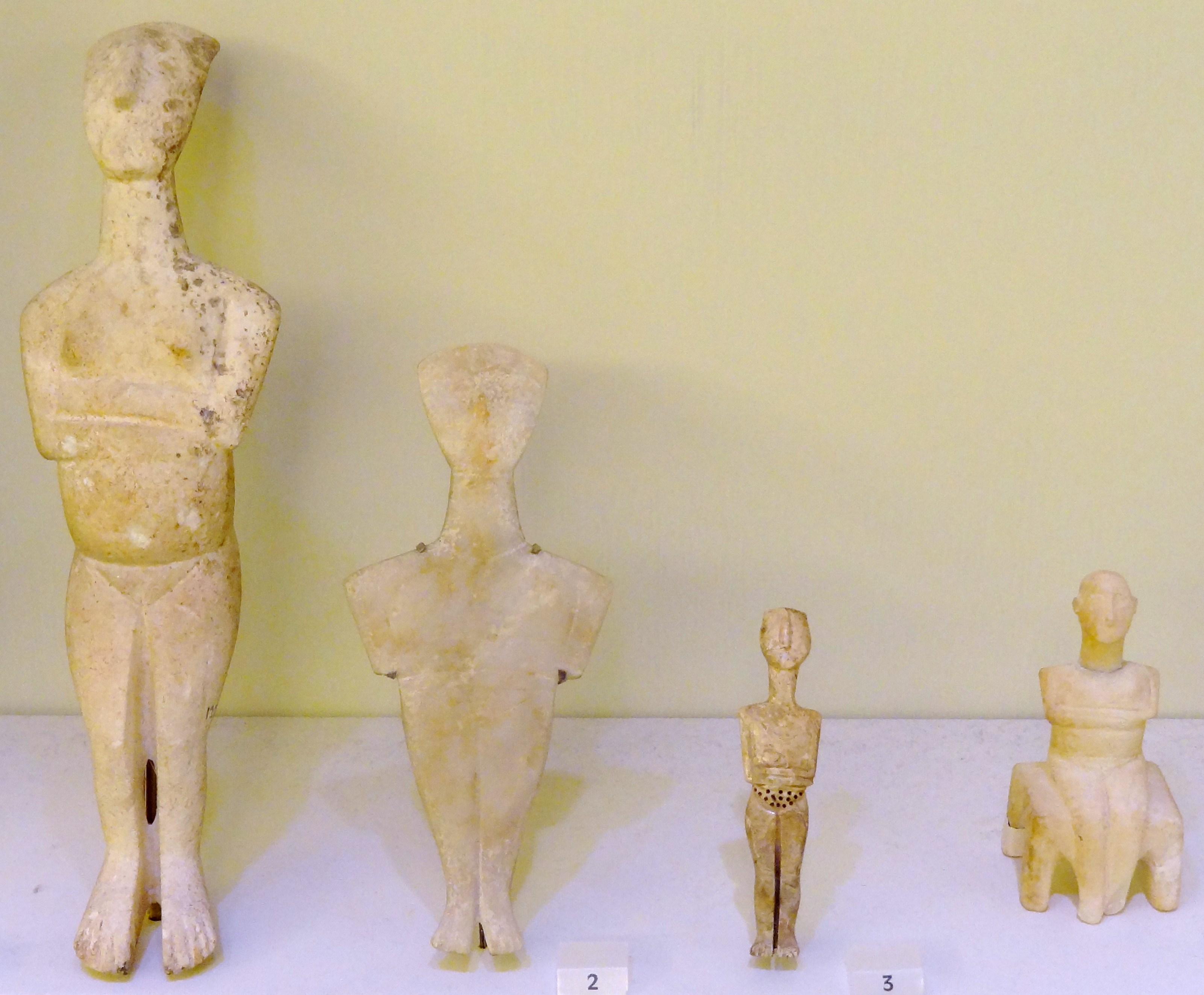
Estatuetas cicládicas encontradas em Cumasa

O mais pequeno dos tolos é o Tolo A, situado imediatamente a norte do Tolo B. Uma grande parte do seu muro circular desapareceu. O diâmetro interior é 4,1 m e a espessura da parede 1,3 m. Na parte mais alta, a entrada tem 1,2 m de altura; trata-se de um trílito, com duas lajes verticais que suportam um lintel constituído por um bloco maciço de calcário. Originalmente havia uma antecâmara em frente da entrada.
O Tolo E tem 9,3 m de diâmetro, maior do que é usual. O perímetro dos seus muros permanece completo. O muro tem uma altura que varia de um metro até 1,5 m e a espessura média é de cerca de dois metros. A laje que que tapava a entrada foi encontrada no local original. Em cada lado da entrada há 12 lajes que se projetam numa camada a cerca de 30 cm acima chão. O lintel está preservado in situ e consiste em dois blocos massivos de pedra. Em frente da entrada há uma antecâmara. Xanthoudides sugeriu que o acesso a esta antecâmara e por conseguinte ao próprio túmulo seria feito por uma escada de mão ou degraus. Sugeriu também que poderiam ter existido outras câmaras em frente da antecâmara, onde seriam feitas as oferendas, mas não há vestígios de tais estrututuras atualmente. No Tolo E todas as ossadas foram colocadas num monte na parte ocidental do túmulo e cobertas com terra branca.
Há também um túmulo retangular, designado Gamma, quase pegado com o Tolo E a norte. Nada resta da parede ocidental do túmulo Gamma, o qual tem 4,2 m de comprimento e a largura do que resta é 4,1 m, embora seja evidente que originalmente era mais largo. Na opinião de Xanthoudides, pode ter tido um teto de madeira. Foram descobertas algumas janelas no edifício.
A leste do Tolo E há uma área pavimentada, a que se chamou Área Zeta. Embora não apresentem qualquer caraterística arquitetural, foram identificadas mais três áreas importantes, que se designaram Áreas AB, BE e Delta e nas quais foram encontrados enterramentos e objetos tumulares durante as escavações.

## Achados nos restantes túmulos
Os achados nos outros túmulos incluem vasos de cerâmica de diversos estilos, jarros com bico, tigelas, chávenas e vasilhas antropomorfas e zoomorfas. Os objetos em pedra incluem paletas, píxides e vasos, além das quatro estatuetas já referidas acima.
Foram encontradas doze adagas de cobre, dentro e fora destes túmulos, três triangulares e oito longas. Três adagas de prata encontradas no túmulo quadrado Gamma constituem um achado raro, já que a prata era um bem extremamente raro em Creta na Idade do Bronze e a posse dessas adagas pode ser atribuído ao alto estatuto do dono. Foi também encontrado uma pequena quantidade de ouro e treze sinetes, cinco deles de marfim em mau estado e oito em pedra-sabão.
Como no túmulo B, na Área D foram encontrados alguns brincos, colares de contas e quatro "espiras" de pedra-sabão, demasiado pequenas para serem pesos de fuso, pelo que a sua utilidade é desconhecida. Nessa mesma área foram encontrados os vasos do Minoano Antigo IIA que deram o nome ao "estilo Cumasa".

## Cronologia
Dado que nenhum dos objetos recuperados do cemitério é anterior ao Minoano Antigo IIA (MA IIA), parece provável que os tolos A e B, conjuntamente com o túmulo retangular Gamma tenham sido construídos nesse período (c. meados do 3º milénio a.C.). O Tolo E e a Área Zeta podem datar desse período, mas não há provas suficientes para ter a certeza. A evidência do uso desses túmulos no MA III (2200–2000 a.C.) e no Minoano Médio IA (a.C. é proveniente sobretudo do nível superior encontrado no Tolo B.
Como já referido acima, à semelhança de outros túmulos tolos do Minoano Antigo, dois dos túmulos de Cumasa, o A e o E, têm uma antecâmara na entrada. Contudo, aqui ela é limitada a apenas uma divisão em frente de cada túmulo. Pensa-se que o túmulo B também teria tido uma antecâmara, mas há poucos vestígios dela atualmente. No entanto, não há um verdadeiro anexo no cemitério, como o que se encontra, por exemplo, em Odigítria ou Ierocambos, embora o cemitério tenha passado por períodos de mudança em tempos posteriores, quando noutros cemitérios foram adicionados anexos. No seu primeiro relatório, Xanthoudides sugeria que teriam existido várias outras estruturas em volta da necrópole, as quais teriam desaparecido completamente devido à sua construção de fraca qualidade.
É possível que dois dos túmulos, o A e o Gamma, tenham deixado de ser usados depois do MA IIA e que o Tolo E tenha sido construído depois ou pelo menos tenha passado a ser mais importante. Não houve qualquer modificação arquitetural no cemitério depois daquele período, enquanto que noutros túmulos tolos na planície de Messara e na serra de Asterúsia foram adicionados anexos a câmaras funerárias e salas para oferendas. Em vez disso, em Cumasa os túmulos A e Gamma foram fechados e os tolos B e E passaram a ser os túmulos principais.

## O assentamento
O assentamento associado ao cemitério parece ter-se situado acima do cemitério, numa colina com dois cumes chamada Korakies. Praticamente nada resta desse assentamento atualmente. Os achados de Xanthoudides nesse local são de um período posterior, o que o levou a acreditar que a localidade continuou a ser habitada no Minoano Médio e até no Minoano Recente.